# Christoph Ludwig Eckhardt
Christoph Ludwig Eckhardt (Praga, 1767 – Vienna, 7 marzo 1843) è stato un militare austriaco. Attivo principalmente durante le guerre rivoluzionarie francesi e le guerre napoleoniche, si distinse in particolar modo durante la campagna in Italia nel 1813-1814, prendendo parte a quasi tutte le battaglie di maggior rilievo durante il conflitto. Nel corso della sua lunga carriera ottenne vari riconoscimenti per la sua esemplare condotta ed il suo coraggio.

## Biografia

### Dai primi anni fino al 1809
Christoph Ludwig Eckhardt nacque a Praga nel 1767. Si arruolò a 15 anni del reggimento di fanteria De Vins. Nel 1798 era divenuto capitano all'interno del reggimento di fanteria Erzherzog Karl, stanziato presso il confine russo a Tiraspol per aiutare le truppe ausiliarie russe che si stavano radunando sul Bug Orientale, e in seguito fu posto sotto il comando del duca di Württemberg, all'epoca un tenente feldmaresciallo. L'anno seguente gli fu affidata il comando della marcia di questo corpo d'armata, composto da 18000 uomini, attraverso la Stiria e la Carinzia fino all'Italia e, come premio per l'egregio compito svolto, fu promosso maggiore e assegnato al feldmaresciallo Suvorov come suo aiutante di campo. Prese quindi parte alla vittoriosa campagna del generale russo in Italia, seguendo l'armata di Suvorov oltre il San Gottardo in Svizzera e sino alla loro ritirata fino al Bug. In seguito fu impiegato come aiutante di campo dell'allora comandante in Alta e Bassa Austria, il feldmaresciallo Kinsky, e fu promosso tenente colonnello nel 1802.
Partecipò alla guerra della Terza coalizione. Dopo essersi recato in Inghilterra come colonnello del reggimento di fanteria Erbach, al ritorno in patria fu appuntato come aiutante di campo del generale russo Kutuzov. Dopo la battaglia di Austerlitz guidò cinque colonne russe di fanteria e tre di cavalleria attraverso Ungheria e Galizia sino al confine austro-russo di Brody. Al termine della guerra gli venne affidato il comando del reggimento di fanteria Eszterhàzy. Sempre a comando di tale reggimento, prese parte agli scontri di Salisburgo e di Sankt Michael nella guerra della Quinta coalizione, sotto il comando dell'arciduca Giovanni.

### Le guerre in Italia
Poco dopo essere stato promosso maggior generale, nel 1813 venne arruolato nell'Armata dell'Austria Interna ed inviato a combattere le forze franco-italiane di Eugenio di Beauharnais sotto il comando del generale Hiller, prestando servizio nella divisione del tenente-maresciallo Marschall. Il 18 settembre la sua divisione ottenne una prima vittoria sui francesi nei pressi di Sanct Hermagor, riuscendo a respingerli sul versante italiano delle Alpi poco dopo. Combatté presso Camporosso il 7 ottobre per poi intraprendere una lunga marcia in direzione dell'Adige, nel tentativo di anticipare i francesi e bloccare la loro marcia. Attraversata la valle del Piave senza grossi intoppi, si fermò nei pressi di Bassano il 24 ottobre. Una settimana dopo le truppe della sua colonna vennero ingaggiate e sconfitte dai francesi, sebbene i suoi reparti si ritirarono in ordine. Il 15 ed il 19 novembre combatté nelle due battaglie di Caldiero e di San Michele, venendo sconfitto in entrambe le occasioni dagli uomini del generale Grenier, ben disposti a difesa della linea dell'Adige. Qualche mese dopo combatté nella battaglia del Mincio, opponendosi alle forze del generale Zucchi a Castiglione Mantovano e a Borgo Castelletto. Il 14 aprile partecipò alla battaglia del Taro sotto il comando del generale Nugent, solo un paio di giorni prima della fine della guerra. La sua condotta eccellente ed il coraggio dimostrati gli valsero un riconoscimento da parte dell'imperatore, che l'8 novembre a Francoforte lo insignì dell'Ordine militare di Maria Teresa.
Al termine della campagna in Italia, divenne governatore militare e civile nelle legazioni pontificie ancora occupate dagli austriaci, ottenendo un riconoscimento per l'ottimo lavoro svolto. Partecipò anche alla guerra austro-napoletana del 1815, prendendo parte alla battaglia di Tolentino contro gli uomini di Murat, dove si distinse alla guida dell'ala destra dell'esercito imperiale. Intraprese poi una lunga ed estenuante marcia verso L'Aquila, dove giunse il 9 maggio. Il 18 maggio raggiunse Teano, ove si trovava il quartier generale austriaco, in procinto di trovare un accordo per la resa dei forti della capitale.

### Gli ultimi anni
Terminata la guerra, venne lui assegnato il comando di una brigata in Galizia. Il 9 maggio 1820 ottenne il titolo di Freiherr e l'anno seguente ottenne una nuova promozione a tenente-feldmaresciallo, accompagnata dalla nomina a comandante del 59º reggimento di fanteria nel 1822. Termina la propria carriera militare il 1 aprile 1835, venendo investito del grado di Feldzeugmeister ad honorem. Si spense il 7 marzo 1843 a Vienna.